# Христо Кочов
Христо Кочов (болг. Христо Кочов; нар. 7 грудня 1912 — ?) — болгарський лижник, який змагався на Зимових Олімпійських іграх 1936 року.
У 1936 році він був членом болгарської естафетної команди, яка посіла 15-те місце на естафеті 4×10 км. У команді з ним були ще Іван Ангелаков, Димитр Костов, Рачо Жеков. У гонці на 18 км він фінішував 53-ім.